# Gigaspora decipiens
Gigaspora decipiens är en svampart som beskrevs av I.R. Hall & L.K. Abbott 1984. Gigaspora decipiens ingår i släktet Gigaspora och familjen Gigasporaceae.   Inga underarter finns listade i Catalogue of Life.